# Betaald Voetbal De Graafschap 2012-2013
Questa voce raccoglie le informazioni riguardanti il Betaald Voetbal De Graafschap nelle competizioni ufficiali della stagione 2012-2013. 

## Rosa
| N. |                        | Ruolo | Calciatore             |
| -- | ---------------------- | ----- | ---------------------- |
| 1  | Paesi Bassi (bandiera) | P     | Joost Terol            |
| 2  | Paesi Bassi (bandiera) | D     | Ties Evers             |
| 3  | Paesi Bassi (bandiera) | D     | Timothy van der Meulen |
| 4  | Paesi Bassi (bandiera) | D     | Ted van de Pavert      |
| 5  | Paesi Bassi (bandiera) | D     | Vlatko Lazić           |
| 6  | Paesi Bassi (bandiera) | D     | Frank van Kouwen       |
| 7  | Paesi Bassi (bandiera) | A     | Tim Vincken            |
| 8  | Paesi Bassi (bandiera) | C     | Gregor Breinburg       |
| 9  | Marocco (bandiera)     | A     | Soufian El Hassnaoui   |
| 10 | Paesi Bassi (bandiera) | A     | Anco Jansen            |
| 11 | Paesi Bassi (bandiera) | A     | Harrie Gommans         |
| 12 | Paesi Bassi (bandiera) | P     | Jordy van de Kracht    |
| 13 | Paesi Bassi (bandiera) | C     | Rogier Meijer          |

| N. |                        | Ruolo | Calciatore            |
| -- | ---------------------- | ----- | --------------------- |
| 14 | Paesi Bassi (bandiera) | C     | Santy Hulst           |
| 15 | Belgio (bandiera)      | C     | Karim Tarfi           |
| 17 | Paesi Bassi (bandiera) | D     | Jochem Jansen         |
| 18 | Paesi Bassi (bandiera) | A     | Jerry van Ewijk       |
| 19 | Paesi Bassi (bandiera) | C     | Adil Auassar          |
| 20 | Spagna (bandiera)      | C     | Jordan Garcia-Calvete |
| 24 | Paesi Bassi (bandiera) | D     | Robin Pröpper         |
| 27 | Turchia (bandiera)     | C     | Caner Cavlan          |
| 28 | Paesi Bassi (bandiera) | D     | Niek te Veluwe        |
| 30 | Polonia (bandiera)     | A     | Piotr Parzyszek       |
| 31 | Paesi Bassi (bandiera) | A     | Coen Maertzdorf       |
| 34 | Paesi Bassi (bandiera) | D     | Milan Massop          |
| 41 | Paesi Bassi (bandiera) | P     | Theo Zwarthoed        |